# Unione Polisportiva Comunale Graphistudio Tavagnacco 2006-2007
Questa voce raccoglie le informazioni riguardanti l'Unione Polisportiva Comunale Graphistudio Tavagnacco nelle competizioni ufficiali della stagione 2006-2007.

## Divise e sponsor
La tenuta di gioco riproponeva lo schema già utilizzato nella precedente stagione, con completo azzurro tranne che nella maglia con una fascia trasversale gialla. Lo sponsor principale era Graphistudio, affiancato da arteni, mentre il fornitore delle tenute era Virma.
|  | 1ª divisa |

## Organigramma societario
Dati estratti dal sito Football.it
Area amministrativa
- Presidente: Vincenzo Picheo
- Direttore Sportivo: Glauco Di Benedetto
- Segretario Generale: Paolo Foschiani

Area tecnica
- Allenatore: Roberto Modonutti

## Rosa
| N. |                     | Ruolo | Calciatrice         |
| -- | ------------------- | ----- | ------------------- |
|    | Italia (bandiera)   | P     | Eleonora Buiatti    |
|    | Italia (bandiera)   | P     | Cristina Marcutti   |
|    | Italia (bandiera)   | P     | Alessandra Mareschi |
|    | Italia (bandiera)   | D     | Stefania Donà       |
|    | Italia (bandiera)   | D     | Sara Gama           |
|    | Italia (bandiera)   | D     | Michela Martinelli  |
|    | Italia (bandiera)   | D     | Laura Minisini      |
|    | Italia (bandiera)   | D     | Giorgia Simonato    |
|    | Italia (bandiera)   | C     | Debora Bucovaz      |
|    | Italia (bandiera)   | C     | Elisa Camporese     |
|    | Italia (bandiera)   | C     | Sara Di Filippo     |
|    | Slovenia (bandiera) | C     | Dragana Ilić        |
|    | Italia (bandiera)   | C     | Elena Pezzarini     |

| N. |                   | Ruolo | Calciatrice         |
| -- | ----------------- | ----- | ------------------- |
|    | Italia (bandiera) | C     | Francesca Pividori  |
|    | Italia (bandiera) | C     | Diasnia Simeoni     |
|    | Italia (bandiera) | C     | Elena Stabile       |
|    | Italia (bandiera) | C     | Francesca Sterzai   |
|    | Italia (bandiera) | C     | Laura Tommasella    |
|    | Italia (bandiera) | A     | Federica Angioletti |
|    | Italia (bandiera) | A     | Romina Battistin    |
|    | Italia (bandiera) | A     | Paola Brumana       |
|    | Italia (bandiera) | A     | Marianna Fantoni    |
|    | Italia (bandiera) | A     | Chiara Grossutti    |
|    | Italia (bandiera) | A     | Ilaria Mauro        |
|    | Italia (bandiera) | ?     | ??? Zucchero        |

## Calciomercato

### Sessione estiva
| Acquisti | Acquisti         | Acquisti         | Acquisti      |
| R.       | Nome             | da               | Modalità      |
| -------- | ---------------- | ---------------- | ------------- |
| P        | Eleonora Buiatti | Graph. Campagna  | fine prestito |
| C        | Elisa Camporese  | Bardolino Verona | definitivo    |
| A        | Paola Brumana    | Bardolino Verona | definitivo    |

| Cessioni | Cessioni         | Cessioni     | Cessioni      |
| R.       | Nome             | a            | Modalità      |
| -------- | ---------------- | ------------ | ------------- |
| C        | Federica Femia   | Trasaghis    | definitivo    |
| C/A      | Blanka Pěničková | Slavia Praga | fine prestito |

## Risultati

### Serie A

#### Girone di andata
| Arbitro: | Marco Dal Borgo (Verona) |

|           |           |  |
| Croce 55’ | Marcatori |  |

| Arbitro: | Simone Mucelli (San Donà di Piave) |

|                                 |           |                               |
| Camporese 3’ Brumana 23’ (rig.) | Marcatori | 42’ Di Costanzo 92’ Del Prete |

| Arbitro: | Francesco Amico (Tortolì) |

|                  |           |           |
| Domenichetti 45’ | Marcatori | 14’ Mauro |

| Arbitro: | Matteo Michieli (Padova) |

|              |           |             |
| Camporese 3’ | Marcatori | 77’ Balconi |

| Arbitro: | Emanuele Cocchiara (Piacenza) |

|  |           |                                          |
|  | Marcatori | 22’ Brumana 38’ Di Filippo 90’ Camporese |

| Arbitro: | Luca Zanette (Conegliano) |

|                                |           |                               |
| Camporese 40’, 92’ Brumana 66’ | Marcatori | 46’ Rosciani 48’ Vicchiarello |

| Arbitro: | Alessio Tassan (Pordenone) |

|                  |           |              |
| Brumana 17’, 50’ | Marcatori | 55’ Nencioni |

| Arbitro: | Giorgio Gelosa (Seregno) |

|                                              |           |                  |
| Zorri 32’ Cantoro 69’ Bruno 84’ Gangheri 89’ | Marcatori | 29’, 39’ Brumana |

| Arbitro: | Alessio Tassan (Pordenone) |

|           |           |                           |
| Mauro 35’ | Marcatori | 45’ Zizioli 70’ Bonometti |

| Arbitro: | Andrea Capiluppi (Mantova) |

|                        |           |                                |
| Marsico 14’ Brutti 45’ | Marcatori | 17’ Mauro 44’ Brumana 47’ Gama |

| Arbitro: | Alessio Tassan (Pordenone) |

|                       |           |                                                             |
| Mauro 1’ Minisini 91’ | Marcatori | 38’, 42’, 94’ Panico 73’ Riboldi 77’ Gabbiadini 87’ Tuttino |

#### Girone di ritorno
| Arbitro: | Simone Aversano (Treviso) |

|           |           |  |
| Mauro 37’ | Marcatori |  |

| Arbitro: | Garcia Michael Fabbri (Ravenna) |

|                            |           |          |
| Del Prete 3’ Ciardelli 79’ | Marcatori | 23’ Gama |

| Arbitro: | Simone Zanon (Portogruaro) |

|                            |           |                                 |
| Brumana 50’ Mauro 71’, 90’ | Marcatori | 10’ Tona 21’ Iannella 35’ Sardu |

| Arbitro: | Flavio Ricciardella (Verona) |

|                                         |           |  |
| D'Adda 3’ Gazzoli 31’ Paliotti 59’, 70’ | Marcatori |  |

| Arbitro: | Simone Mucelli (San Donà di Piave) |

|                                |           |                       |
| Brumana 46’ Gama 61’ Mauro 89’ | Marcatori | 6’ Benini 73’ Bissoli |

| Arbitro: | Henry Gullini (Milano) |

|  |           |                  |
|  | Marcatori | 63’, 93’ Brumana |

| Arbitro: | Simone Panizzi (Città di Castello) |

|                                                                       |           |             |
| Barreca 4’, 71’ Patu 13’ Guagni 39’ Gori 73’ Nencioni 86’ Orlandi 91’ | Marcatori | 19’ Brumana |

| Arbitro: | Tommaso Battaglia (Padova) |

|           |           |                                                                  |
| Mauro 36’ | Marcatori | 42’ Fuselli 58’, 68’, 76’ Pasqui 85’ (aut.) Martinelli 88’ Bruno |

| Arbitro: | Emanuele Cocchiara (Piacenza) |

|  |           |                          |
|  | Marcatori | 38’ Tommasella 48’ Mauro |

| Arbitro: | Luca Zanette (Conegliano) |

|  |           |                                                    |
|  | Marcatori | 26’ Costi 46’, 59’, 61’ Marsico 92’ (aut.) Stabile |

| Arbitro: | Massimo Pasolini (Brescia) |

|                                            |           |          |
| Panico 10’, 89’ Tuttino 20’ Gabbiadini 41’ | Marcatori | 78’ Gama |

### Coppa Italia

#### Primo turno
Primo turno Serie A e Serie A2, Girone 4
| Mortegliano 17 settembre 2006 | Chiasiellis | 1 – 2 | Graphistudio Tavagnacco | Stadio comunale Franco Beltrame |

| Tavagnacco 30 settembre 2006 | Graphistudio Tavagnacco | 3 – 0 | Barcon | Stadio comunale |

| 29 ottobre 2006 | Romagna | 1 – 7 | Graphistudio Tavagnacco |  |

| Tavagnacco 4 novembre 2006 | Graphistudio Tavagnacco | 3 – 1 | VeneziaJesolo | Stadio comunale |

#### Secondo turno
Secondo turno Serie A e Serie A2
| Calmasino, Bardolino 17 febbraio 2007 Andata                                                                                         | Bardolino Verona | 6 – 2                     | Graphistudio Tavagnacco | Stadio Comunale Belvedere |
| \| \| \| \| \| Riboldi 43’ Boni 45+1’, 55’ (rig.) Girelli 73’ Panico 75’ Gabbiadini 87’ \| Marcatori \| 77’ Brumana 89’ Camporese \| |                  |                           |                         |                           |
| |                  |                           |                         |                           |
| Riboldi 43’ Boni 45+1’, 55’ (rig.) Girelli 73’ Panico 75’ Gabbiadini 87’                                                             | Marcatori        | 77’ Brumana 89’ Camporese |                         |                           |

| Tavagnacco 28 febbraio 2007 Ritorno                                                          | Graphistudio Tavagnacco | 3 – 2                         | Bardolino Verona | Stadio comunale |
| \| \| \| \| \| Mauri 14’ Brumana 58’, 90+2’ \| Marcatori \| 22’ Mascanzoni 76’ Gabbiadini \| |                         |                               |                  |                 |
|                                                                                              |                         |                               |                  |                 |
| Mauri 14’ Brumana 58’, 90+2’                                                                 | Marcatori               | 22’ Mascanzoni 76’ Gabbiadini |                  |                 |

## Statistiche

### Statistiche di squadra
| Competizione | Punti | In casa | In casa | In casa | In casa | In casa | In casa | In trasferta | In trasferta | In trasferta | In trasferta | In trasferta | In trasferta | Totale | Totale | Totale | Totale | Totale | Totale | DR  |
| Competizione | Punti | G       | V       | N       | P       | Gf      | Gs      | G            | V            | N            | P            | Gf           | Gs           | G      | V      | N      | P      | Gf     | Gs     | DR  |
| ------------ | ----- | ------- | ------- | ------- | ------- | ------- | ------- | ------------ | ------------ | ------------ | ------------ | ------------ | ------------ | ------ | ------ | ------ | ------ | ------ | ------ | --- |
| Serie A      | 28    | 11      | 4       | 3       | 4       | 19      | 30      | 11           | 4            | 1            | 6            | 16           | 24           | 22     | 8      | 4      | 10     | 35     | 54     | -19 |
| Coppa Italia | -     | 3       | 3       | 0       | 0       | 9       | 3       | 3            | 2            | 0            | 1            | 11           | 8            | 6      | 5      | 0      | 1      | 20     | 11     | +9  |
| Totale       | -     | 14      | 7       | 3       | 4       | 28      | 33      | 14           | 6            | 1            | 7            | 27           | 32           | 28     | 13     | 4      | 11     | 55     | 65     | -10 |

### Statistiche delle giocatrici
| Giocatore     | Serie A  | Serie A | Serie A     | Serie A    | Coppa Italia | Coppa Italia | Coppa Italia | Coppa Italia | Totale   | Totale | Totale      | Totale     |
| Giocatore     | Presenze | Reti    | Ammonizioni | Espulsioni | Presenze     | Reti         | Ammonizioni  | Espulsioni   | Presenze | Reti   | Ammonizioni | Espulsioni |
| ------------- | -------- | ------- | ----------- | ---------- | ------------ | ------------ | ------------ | ------------ | -------- | ------ | ----------- | ---------- |
| F. Angioletti | 2        | 0       | 0           | 0          | ?            | ?            | ?            | ?            | 2+       | 0+     | 0+          | 0+         |
| R. Battistin  | 15       | 0       | 0           | 0          | ?            | ?            | ?            | ?            | 15+      | 0+     | 0+          | 0+         |
| P. Brumana    | 21       | 13      | 6           | 0          | ?            | ?            | ?            | ?            | 21+      | 13+    | 6+          | 0+         |
| D. Bucovaz    | 17       | 0       | 4           | 1          | ?            | ?            | ?            | ?            | 17+      | 0+     | 4+          | 1+         |
| E. Buiatti    | 9        | 0       | 2           | 0          | ?            | ?            | ?            | ?            | 9+       | 0+     | 2+          | 0+         |
| E. Camporese  | 20       | 5       | 3           | 0          | ?            | ?            | ?            | ?            | 20+      | 5+     | 3+          | 0+         |
| S. Di Filippo | 16       | 1       | 3           | 0          | ?            | ?            | ?            | ?            | 16+      | 1+     | 3+          | 0+         |
| S. Donà       | 21       | 0       | 0           | 0          | ?            | ?            | ?            | ?            | 21+      | 0+     | 0+          | 0+         |
| M. Fantoni    | 6        | 0       | 0           | 0          | ?            | ?            | ?            | ?            | 6+       | 0+     | 0+          | 0+         |
| S. Gama       | 12       | 4       | 0           | 0          | ?            | ?            | ?            | ?            | 12+      | 4+     | 0+          | 0+         |
| C. Grossutti  | 1        | 0       | 0           | 0          | ?            | ?            | ?            | ?            | 1+       | 0+     | 0+          | 0+         |
| D. Ilić       | 1        | 0       | 0           | 0          | ?            | ?            | ?            | ?            | 1+       | 0+     | 0+          | 0+         |
| C. Marcutti   | 13       | 0       | 0           | 0          | ?            | ?            | ?            | ?            | 13+      | 0+     | 0+          | 0+         |
| A. Mareschi   | 1        | 0       | 0           | 0          | ?            | ?            | ?            | ?            | 1+       | 0+     | 0+          | 0+         |
| M. Martinelli | 19       | 0       | 4           | 0          | ?            | ?            | ?            | ?            | 19+      | 0+     | 4+          | 0+         |
| I. Mauro      | 16       | 10      | 1           | 0          | ?            | ?            | ?            | ?            | 16+      | 10+    | 1+          | 0+         |
| L. Minisini   | 20       | 1       | 0           | 0          | ?            | ?            | ?            | ?            | 20+      | 1+     | 0+          | 0+         |
| E. Pezzarini  | 2        | 0       | 0           | 0          | ?            | ?            | ?            | ?            | 2+       | 0+     | 0+          | 0+         |
| F. Pividori   | 1        | 0       | 0           | 0          | ?            | ?            | ?            | ?            | 1+       | 0+     | 0+          | 0+         |
| D. Simeoni    | 16       | 0       | 5           | 1          | ?            | ?            | ?            | ?            | 16+      | 0+     | 5+          | 1+         |
| G. Simonato   | 13       | 0       | 3           | 0          | ?            | ?            | ?            | ?            | 13+      | 0+     | 3+          | 0+         |
| E. Stabile    | 22       | 0       | 4           | 0          | ?            | ?            | ?            | ?            | 22+      | 0+     | 4+          | 0+         |
| F. Sterzai    | 8        | 0       | 2           | 0          | ?            | ?            | ?            | ?            | 8+       | 0+     | 2+          | 0+         |
| L. Tommasella | 21       | 1       | 2           | 0          | ?            | ?            | ?            | ?            | 21+      | 1+     | 2+          | 0+         |
| ?. Zucchero   | 1        | 0       | 0           | 0          | ?            | ?            | ?            | ?            | 1+       | 0+     | 0+          | 0+         |